# Ison Särkijärven metsä - Metsokangas
Ison Särkijärven metsä - Metsokangas este o arie protejată (arie specială de conservare — SAC, sit de importanță comunitară — SCI) din Finlanda întinsă pe o suprafață de 53 ha, integral pe uscat.

## Localizare
Centrul sitului Ison Särkijärven metsä - Metsokangas este situat la coordonatele 62°42′17″N 25°38′44″E / 62.7047°N 25.6456°E.

## Înființare
Situl Ison Särkijärven metsä - Metsokangas a fost declarat sit de importanță comunitară în august 1998 pentru a proteja un număr necunoscut de specii din flora spontană și fauna sălbatică aflate în arealul zonei. Situl a fost protejat și ca arie specială de conservare în aprilie 2015.

## Biodiversitate
Situată în ecoregiunea boreală, aria protejată conține 5 habitate naturale: Lacuri și iazuri distrofice naturale, Cursuri de apă de la nivel de câmpie la nivel montan, cu vegetație Ranunculion fluitantis și Callitricho-Batrachion, Izvoare fino-scandinave și mlaștini produse de izvoare bogate în minerale, Taiga vestică, Mlaștini împădurite.
La baza desemnării sitului se află un număr nedeclarat de specii protejate.